# Sordid Flesh
Sordid Flesh ist eine Death-Metal-Band aus Sandviken, die im Jahr 2011 gegründet wurde.

## Geschichte
Die Band wurde Anfang 2011 gegründet. Ein paar Monate später wurde ein erstes Demo mit drei Liedern im Cobra Studio in Stockholm aufgenommen. Das Debütalbum folgte im Herbst 2013 unter dem Namen Torturer bei Vic Records. Die Gruppe besteht aus dem Sänger Fredrik Håf, den Gitarristen Johan Vikholm und Olle Hedenström, dem Schlagzeuger Emil Berglin und dem Bassisten Jacob Wiberg. Das Album wurde nicht in einem Tonstudio, sondern in einer Konzerthalle aufgenommen, um laut Sänger Håf eine Live-Atmosphäre, wie sie bei Konzerte vorherrsche, einzufangen. Bei den Aufnahmen war, wie bereits beim Demo zuvor, Ola Ersfjord als Produzent tätig.

## Stil
Laut Andreas Stappert vom Rock Hard könne man auf Torturer dem Death Metal deutlich Einflüsse aus Rock ’n’ Roll anhören. Im Interview mit Stappert nannte Sänger Håf alte Rock- und Metal-Bands wie Venom, Motörhead, Judas Priest, Iron Maiden, Celtic Frost, Darkthrone und Aura Noir als Einflüsse.

## Diskografie
- 2011: Sordid Flesh (Demo, Eigenveröffentlichung)
- 2013: Torturer (Album, Vic Records)